# Ligyra cupido
Ligyra cupido är en tvåvingeart som först beskrevs av Mario Bezzi 1924.  Ligyra cupido ingår i släktet Ligyra och familjen svävflugor.
Artens utbredningsområde är Malawi. Inga underarter finns listade i Catalogue of Life.